# كيا ستيفنز
كيا ستيفنز (بالإنجليزية: Kia Stevens)‏ هي مصارعة وممثلة أمريكية محترفة، حيث تشارك حاليًا مع ٳتحاد آول إليت ريسلينغ تحت اسم الحلبة أوسم كونغ. ولدت يوم 4 سبتمبر سنة 1977، في مدينة كارسون في ولاية كاليفورنيا، الولايات المتحدة. وكانت ترى إيمي دوماس والمعروفة خلال مسيرتها المهنية في دبليو دبليو ٳي باسم ليتا، كقدوة لها بعد أن ألهمتها لتصبح مصارعة محترفة. وفي عام 2002، بدأت ستيفنز التدرب في مدرسة هارد نوكس للمصارعة والتي تقع في ضاحية سان بيرناردينو. وسرعان ما تمكنت من الحصول على أول مباراة احترافية لها في اتحاد إمبراطورية المصارعة.
كانت البداية الرسمية لستيفنز في اليابان، بمشاركتها في المصارعة اليابانية للمحترفين. بعدها تعاقدت مع عدة منظمات وشاركت في عدة مسابقات، مثل رينغ أوف هونر ووميض السيدات الرياضيات. لكنها ٳشتُهرت أثناء مشاركتها في برامج منظمة إمباكت ريسلينغ، وهي أول وأكبر منظمة واتحاد للمصارعة الحرة داخل كندا. بعد أن فازت مرتين بمسابقة تي إن أيه نوك أوتس، وبطلة تي إن أيه نوك أوتس للفرق مرة رفقة شريكتها أياكو هامادا. وهي مشهورة أيضًا بفترة عملها مع منظمة دبليو دبليو ٳي، تحت اسم خارما. وقد احتلت المرتبة الأولى في القائمة الافتتاحية لـ PWI المئة لأفضل المصارعات بمجلة المصارعة المحترفة في عام 2008. كما أصبحت ثالث امرأة تدخل مباراة رويال رامبل للرجال، في يناير سنة 2012.
كممثلة، اشتهرت بلعب دور ملكة الرفاهية في المسلسل الكوميدي الأصلي ڱلو من نيتفليكس.

## الحياة المُبكّرة
بحسبِ كيا ستيفنز فقد لعبت المصارعتانِ ليتا وتريش ستراتوس دورًا كبيرًا في إلهامها لدخول هذا المجال. ظهرت ستيفنز عام 2002 في برنامجِ ديسكفري هيلث بودي (بالإنجليزية: Discovery Health Body Challenge)‏ كمتسابقةٍ تُحاول إنقاص وزنها على أمل أن تُصبح فيما بعد مصارعة محترفة. تدرَّبت ستيفنز بعد ذلك في مدرسة هارد نوكس خارج سان برناردينو في ولاية كاليفورنيا بالولايات المتحدة ثمّ سرعان ما فرضت نفسها فحصلت على أول فرصةٍ لها في وقتٍ لاحقٍ حينما شاركت في إحدى مباريات المصارعة المنظمة من قِبل إمباير ريسلينج فيديريشن (بالإنجليزية: Empire Wrestling Federation)‏.

## المسيرة المهنيّة

### البداية (2002–2007)
بعد تقديم عرض مثيرٍ للإعجابٍ في المباريات التجريبيّة، دُعيت ستيفنز لمواصلة التدريب على يدِ المصارعة اليابانيّة المحترفة جوشي بيروريسو ف آل جابان وومن برو ريسلينج (بالإنجليزية: All Japan Women's Pro-Wrestling)‏ الذي يُعرف اختصارًا بآي جي دبليو. خضعت أثناء وجودها في آي جي دبليو لجدولٍ تدريبيٍّ صارمٍ بل وأصبحت تتحدث اليابانية بطلاقة كما تدربت على فنون القتال المختلطة لكنها اختارت في النهايةِ متابعة مشوارها في عالم المصارعة المحترفة. سُمّيت ستيفنز بأمايزينغ كونغ – وهو الاسم الذي ستشتهرُ به في وقتٍ لاحق – من قِبل المدرب ماساتسوجو ماتسوناجا الذي احتاج إلى بديلٍ للمصارعة اليابانيّة أجا كونغ في عدة مباريات. شاركت ستيفنز بصفتها كونغ في العديد من مباريات المصارعة النسائية في اليابان حتى أنها هزمت أياكو هامادا في بطولة دبليو دبليو دبليو إي في أواخرِ عام 2004.
ظهرت كونغ لأول مرةٍ في عرضِ جيا جابان (بالإنجليزية: Gaea Japa)‏ عام 2004 حيثُ واجهت في مباراتها الأولى المصارعة أجا كونج التي كانت قد عوَّضت غيابها سابقًا. فازت الأخيرةُ بالمباراة ومع ذلك فقد اكتسبت أمايزينغ كونغ بعض الشهرة وبدأت تبني لنفسها صورة في عالم المصارعة النسائيّة. شكَّلت الاثنتانِ فريقًا بعد المباراة ثم تحديا شيجيشا ناجايو وليونيس أسوكاو في الخامس من أيار/مايو وكانا على قدرِ التحدي حيثُ نجحَا في الإطاحة بالأخيرتينِ من بطولة إي إي إي دبليو للفرق الثنائيّة. دافعَ الثنائي عن البطولة بنجاحٍ طوال الصيف إلى أن خسراها في النهاية أمام مانامي تويوتا وكارلوس أمانو في العشرين من أيلول/سبتمبر. شاركت مع بدايةِ عام 2005 أمايزينغ كونغ في بطولة جيا جابان للمرة الثانيّة على التوالي حيثُ تعاونت هذه المرة مع أياكو هامادا ومايومي أوزاكي في محاولةٍ منهنّ للفوز على أكينو وديناميت كانساي وجامي لكنّ ذلك لم يحصل في النهاية.
بعد انتهاءِ عرض جيا جابان، انتقلت أمايزينغ كونغ لعددٍ من الشركات الصغيرة الناشطة في مجال المصارعة الاحترافيّة حيث حقَّقت الكثير من الألقاب المحليّة وواصل مسيرتها. فازت أمايزينغ ببطولة هاستل سوبر للفرق الثنائيّة حيث احتفظت باللقبِ من حزيران/يونيو حتى تشرين الأول/أكتوبر 2006. كانت كونغ أيضًا وزميلتها في الفريقِ آخرُ حاملتانِ لبطولة دبليو دبليو دبليو إي للفرق الثنائيّة قبل إغلاق شركة آي جي دبليو نهائيًا. فازت كونغ أيضًا في أوائل عام 2007 ببطولة آي دبليو آي سوبرستارز أوف ريسلينج النسائيّة في طوكيو باليابان وهي البطولة التي عقدت من كانون الثاني/يناير إلى أيار/مايو.

### الاحتراف (2006–2010)
اجتذبَ نجاحها في اليابان انتباه شركة شيمر وومن أثليتس (بالإنجليزية: Shimmer Women Athletes)‏ في الولايات المتحدة فتعاقدت معها في أيار/مايو 2006 على أمل تُساعد هذه الصفقة على زيادة مبيعات الشركة من أقراص دي في دي. جاء ظهورها الأول في الشركة في عرض فوليم 5 (بالإنجليزية: Volume 5)‏ حينما فازت في مباراةٍ مثيرةٍ على نيكي روكس، ثم كررت نفس النتيجة على نفس الخصم في عرض فوليم 14 في إطارِ مباراة العودة. كانت هذهِ المباراة هي الفوز الخامس على التوالي لكونغ مما مكّنها من المُشاركة في بطولة شيمر في تشرين الأول/أكتوبر 2007 ضد البطلة سارة ديل ري التي احتفظت بلقبها حينما كبَّدت أمايزينغ كونغ أول خسارةٍ لها في الشركة وإن كان ذلك عن طريقِ العد.
بدأت كونغ بعد هذا الإخفاق سلسلة انتصارات أخرى، حيث خسرت فقط أمام أرييل عن طريق الاستبعاد (يُعرف هذا في عالم المصارعة باسمِ التجريد من الأهليّة) بعد استخدامها لكرسيّ في عرض فوليم 17 لكنها فازت في باقي مبارياتها. شاركت أمايزينغ كونغ في مباراة رباعيّة في عرض فوليم 21 حينما نفذت مرسيدس مارتينيز حركتها القاضيّة على ميليسا أندرسون قبل أن تتدخل كونغ في المباراة وكانت قريبة جدًا من الانتصار لكنّها فشلت في ذلك حينما نجحت المصارِعة الرابعة أرييل في التتويجِ بالبطولة. خلقت هذه المباراة عداوةً جديدةً بين مارتينيز وكونغ فلعبت الاثنتان مباراة حسمٍ في فوليم 23 انتهت بفوزِ كونغ. كان من المقرر أن تُشارك البطَلَة في مباراة رئيسيَة ضمنَ بطولة شيمر لكنها اختيرت من قِبل الإدارة للمشاركة في مباراة للفرق الثنائيّة ضمن نفس البطولة. شكَّلت أمايزينغ كونغ تحالفًا قصيرًا مع المصارعة دي راي التي كانت هي الأخرى في عداءٍ مع ميليسشيف المشاركة في البطولة. تخطَّت كونغ وديل راي خصميهما في مباراة الدور الأول ثم واجهتا في الدور الثاني حاملة اللقب آشلي لين وزميلتها في الفريقِ نيفيه ومرة أخرى جُرّدت كونج من الأهليّة بسببِ استخدام الكراسي.
رغبةً في التركيز على مسيرتها الفرديّة مرة أخرى، تصارعت كونغ مع لوفيستو في عرض فوليم 27 للتأهل للمنافسة على لقب شيمر. تشاجرت الاثنتانِ خارج الحلبة إلى أن انتهى الحكمُ من العدّ حتى عشرة لتنتهي المباراةُ بلا غالبٍ ولا مغلوب. تأهلت المصارعتين معًا للمباراة النهائيّة في عرض فوليم 29 الذي أُقيم في تشرين الثاني/نوفمبر 2009 وذلك للتنافسِ معَ إم إس شيف بطلة النسخة الماضيّة. أقصت أمايزينغ كونغ في المباراة منافستها الأولى لوفيستو في وقتٍ مبكرٍ حينما سددت لها ضربة قاضيّة وهو ما أهلها لمباراة عودة رأسًا لرأسٍ أمام إم إس شيف في عرض فوليم 9. نجحت بطلة النسخة الماضيّة إم إس شيف في تحقيق فوزٍ مثيرٍ في مباراة العودة فبعدما كانت قاب قوسين أو أدنى من الخسارة بعدما تعرضت لضربة قاضيّة من أمايزينغ كونغ، تمكّنت الأولى من قلبِ المباراة لصالحها لتُحافظ بذلك على لقبها. ظهرت كونغ مرة أخرى في أيلول/سبتمبر 2010 في عرضِ فوليم 35 حيثُ قلبت التحدي المفتوح من قِبل كيلي سكاتر ونجحت في الخروجِ من هذا التحدي بانتصارٍ مؤكّد.

### رينغ أوف هونر (2007، 2010)
نظرًا لكون شيمر شريكًا ترويجيًا لرينغ أوف هونر، تعاقدت الأخيرة معَ كونغ التي بدأت بذلك في الظهورِ في عروض وبطولات كلا الشركتين. ظهرت أمايزينغ كونغ لأول مرةٍ في رينغ أوف هونر في الخامس عشر من أيلول/سبتمبر 2007 عرض الدفع مقابل المشاهدة مان يو بي (بالإنجليزية: Man Up)‏ حيث هزمت رفقة ديزي هاز الفريق الثنائي المكوّن من سارة ديل ري ولاسي. عادت كونغ إلى رينغ أوف هونر في الثامن من أيار/مايو 2010 للمشاركة في العرض السنوي سوبركارد أوف هونر. تصارعت أمايزينغ كونغ مرة أخرى مع ديل راي في مباراة فردية ونجحت هذه المرة راي في ردِّ الثأر حينما تفوَّقت على أمايزينغ بعد تلقيها مساعدة من زميلها الذي كان واقفًا قرب الحلبة كريس هيرو وهو ما عزَّز الخصومة والتنافس بين المصارعتين.
خاضت كونغ مباراة ردّ الاعتبار مع ديل ري بعد شهرين في عرض هايت: الجزء الثاني (بالإنجليزية: Hate)‏ في الثالث والعشرين من تموز/يوليو. دخل كريس هيرو – الذي ساعدَ ديل سابقًا – في نفس اليوم في صراعٍ مع فريقِ بريسكو براذرز (جاي ومارك) فتعاونت كينغ مع الأخيرين في مباراة فُرقٍ مكونة من ستة أشخاص حيث هزموا هيرو وديل راي والمصارع الثالث كلاوديو كاستاجنولي. لُعبت بعدها المباراة الفرديّة بين أمايزينغ وديل ري (أو راي) جيث نجحت الأولى أخيرًا في هزمِ الثانيّة. بثت رينغ أوف هونر في نهاية العام عرض فاينل باتل (بالإنجليزية: Final Battle)‏ بشكلٍ مباشرٍ وهو العرض الذي شهد مواجهة بين ديل راي وديزي هازي التي استدعت صديقتها أمايزينغ كينغ للعبِ مباراة فرق ثنائيّة في الثامن عشر من كانون الأول/ديسمبر ضدَّ ديل ري وشريكتها سيرينا ديب. نجحت ديل راي في المباراة بتثبيتِ هازي مقصيةً إيّاها فيما نجحت ديب في تحييدِ كونغ بضربة رمح أو سبير كما تُعرف في عالم المصارعة.

### توتال نون ستوب أكشن ريسلينج

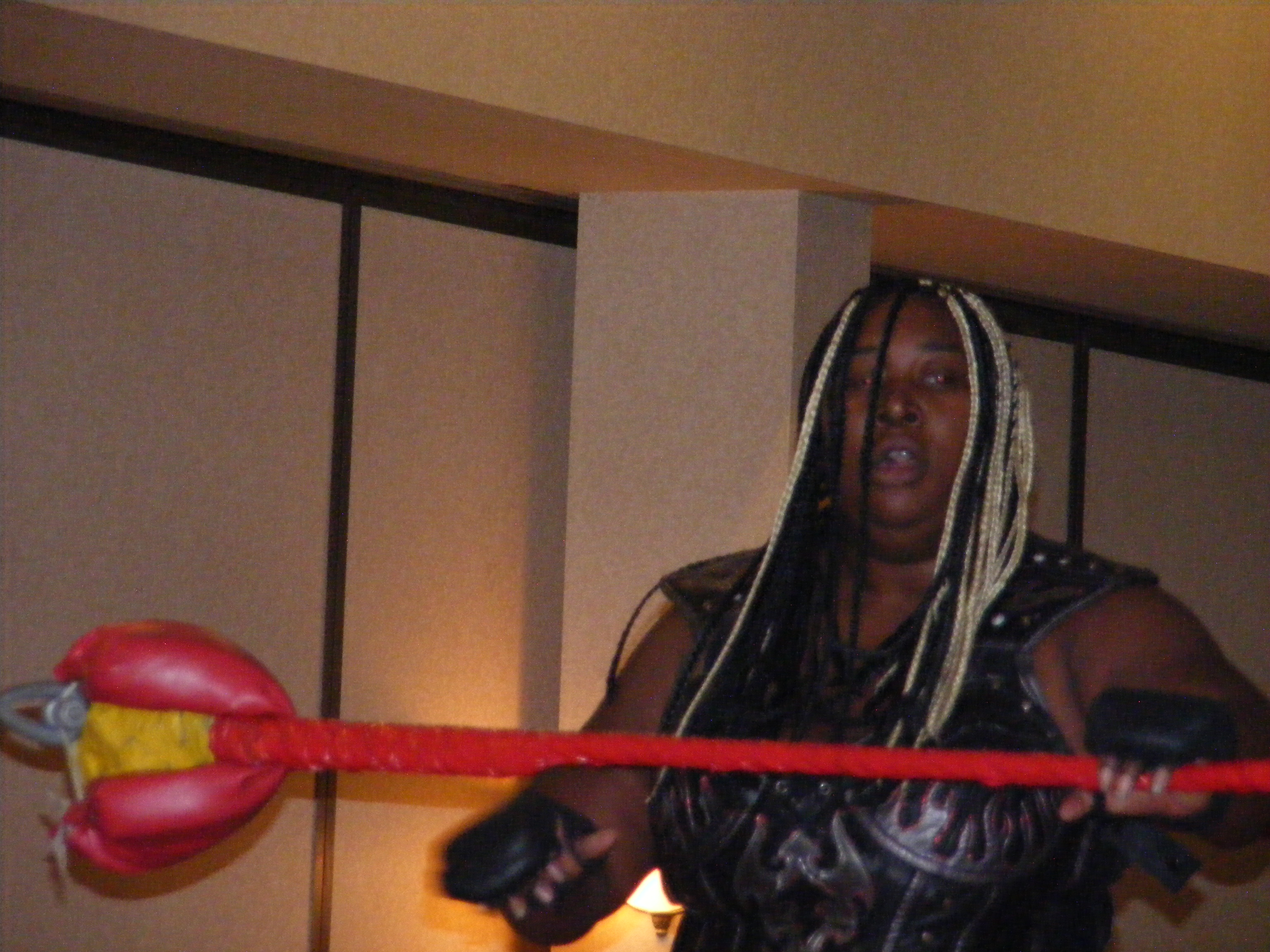
المصارعة أمايزينغ كونغ خلال تواجدها في شركة ناشيونال ريسلينج أليانس عام 2010

بعد النجاح المتزايد في عرضِ شيمر، ظهرت كونج في العديدِ من مباريات وبطولات المصارعة المحترفة من تنظيمِ شركاتٍ أخرى ناشطة في هذا المجال. خلال ظهورها هذا كانت كونغ تحملُ معها بطولة العالم للسيدات آي دبليو آي من اليابان. قبلت المصارعة الأمريكيّة مباراة على هذا اللقب ضد بطَلَة إن دبليو إي للسيدات إم إس شيف في الخامس من أيار/مايو 2007 ثم حسمت المباراة هذه الأخيرةُ في النهايةِ المباراة لصالحها لتُصبح بذلك بطلة مشتركة في يدها لقبين. لُعبت مباراة العودة بين الاثنتين في أيلول/سبتمبر حيث حاولت كونغ التي خسرت لقبها في آي دبليو آي في أيار/مايو استعداته وهذا ما حصل حينما نجحت في عرضِ إن دبليو آي بدون حدود (بالإنجليزية: NWA No Limits)‏ في استرجاعه بعد تغلبها على منافستها إم إس شيف. دافعت كونغ عن اللقبِ في عددٍ من المباريات على مدار العام بل احتفظت به لـ 11 شهرًا حتى نيسان/أبريل 2008 حينما خسرتهُ أمامَ إم إس شيف مجددًا عبر العد التنازلي حينما سقطت خارج الحلبة وظّلت خارجةً لأكثر من الوقت القانونيّ المسموح به. تنافست كونغ مرة أخرى في بطولة إن دبليو آي العالمية في العام الموالي خلال العرض الافتتاحي لعيد الحب. بُرمج لهذا الحدث مباراة أخرى بين أمايزينغ كونغ وإم إس شيف لفكّ العداء بينهما. كانت كونغ قريبة جدًا من التفوق على شيف خلال المباراة حيثُ ظلَّت مسيطرةً على أجوائها في معظم الأطوار بل سدَّدت ضربة الباور بومب لمنافستها التي نشرت ضبابها الأخضر في الحلبة ما دفع الحكم لإعلان نهايةِ المباراة مع احتفاظِ الأخيرة باللقب.
قامت كونغ بجولة في بريطانيا في حزيران/يونيو 2007 في إطار عرض تشيك فايت (بالإنجليزية: ChickFight)‏ الذي بدأ في منتصف الشهر السادس في ويلز حيث انتصرت على منافستها شيرليدر ميليسا. في اليوم التالي ، ظهرت كونغ في اليومِ التالي ولأول مرةٍ في ريل كواليتي ريسلينج (بالإنجليزية: Real Quality Wrestling)‏ حيثُ شاركت في مباراة رباعيّة للسيدات وهي المباراة التي شهدت فوز ويسنا بالحزامِ من حاملة اللقب إدين بلاك. تنافست كونغ في اليوم التالي في عرض تشيك فايت من جديدٍ لكنها لم تُشارك في المباراة المقررة بل فضَّلت خيار التنازل بسببِ إصابة خطيرة تعرضت لها على يدِ ميليسا في مباراة ريل كواليتي ريسلينج الليلة السابقة ومع ذلك فقد سمحت لها هذه الإصابة بالابتعاد قليلًا عن الميدان حتى تكون أكثر جاهزيّة للمباراة الأكبر والأهم ضدَّ بلو نيكيتا. تمكَّنت أمايزينغ ريسلينج بعد العودة السريعة من الإطاحةِ بهذه الأخيرة في مباراة مثيرة في الدور نصف النهائي ثم واجهت بطلة ريل كواليتي ريسلينج إيدن بلاك في النهائي مُتوَّجَة باللقب في نهايةِ المطاف.
بعد اكتسابِ الشهرة في هذا المجال، تلقت كونغ عروضًا من شركاتٍ أخرى بما في ذلك عرضًا من شركة وومن سوبرستارز في آذار/مارس 2008. ظهرت أمايزينغ كونغ في أول مباراةٍ مع هذه الشركة الجديدة حينما قبلت التحدي المفتوح الذي أطلقتهُ ريك كاتالدو وروكسي كوتون حيث هزمتهما في مباراة غير متكافئة في غضونِ دقيقة. تعاونت في وقتٍ لاحقٍ من نفس الحدث مع إيمي لي وهزمت أنجيل أورسيني ومنافستها من شيمر مرسيدس مارتينيز. شعرت كونغ في تلك المباراة أن زميلتها في الفريق لي سرق الفوز منها فهاجمتها ما دفع بمسؤولي الشركة لإعلان مباراةٍ بين الاثنتينِ في الحدث الرئيسي لعرض داون أوف أ نيو داي (بالإنجليزية: Dawn of a New Day)‏ وهي المباراة التي تُوّجت بها كونغ تلقائيًا بعدما رفضت لي المشاركة وهي التي قبلت في البداية. خاضت الاثنان مباراة العودة في عرض أرمي أوف وان (بالإنجليزية: Army of One)‏ وهي المباراة التي خسرتها كونغ بسبب التجريد من الأهليّة بعد اصطدامها بقوَة بحكمِ المباراة ما أدى إلى تحديدِ مباراة ثالثة فاصلة بين المصارعتين من نوعيّة مبارياتِ آخر رجلٍ واقف.
فازت كونغ في المباراة الفاصلة بصعوبة في مباراة مثيرة استمرت طويلًا وشهدت استخدام الكراسي وأمور أخرى إلى أن حسمت أمايزينغ كونغ الأمر في النهاية لصالحها ومع ذلك فقد انحنت بعد نهاية المباراة وتتويجها لمنافستها لي احترامًا لها. تأهلت كونغ بعد فوزها بهذه المباراة لمنافسةِ مارتينيز على بطولة دبليو سي يو في كانون الأول/ديسمبر 2009 في حدثٍ استضافته شركة دبليو سي يو نفسها بالشراكةِ مع ناشيونال ريسلينج سوبرستارز لكنها فشلت في خطفِ اللقب، كما حصلت على فرصة ثانيّة في عرضِ إيفولف 5: دانيلسون ضد ساوا (بالإنجليزية: Evolve 5: Danielson v Sawa)‏ من تنظيمِ شركة إيفولف فأخفقت من جديدٍ أما مارتينيز التي حافظت على لقبها لأكثر من عامين.

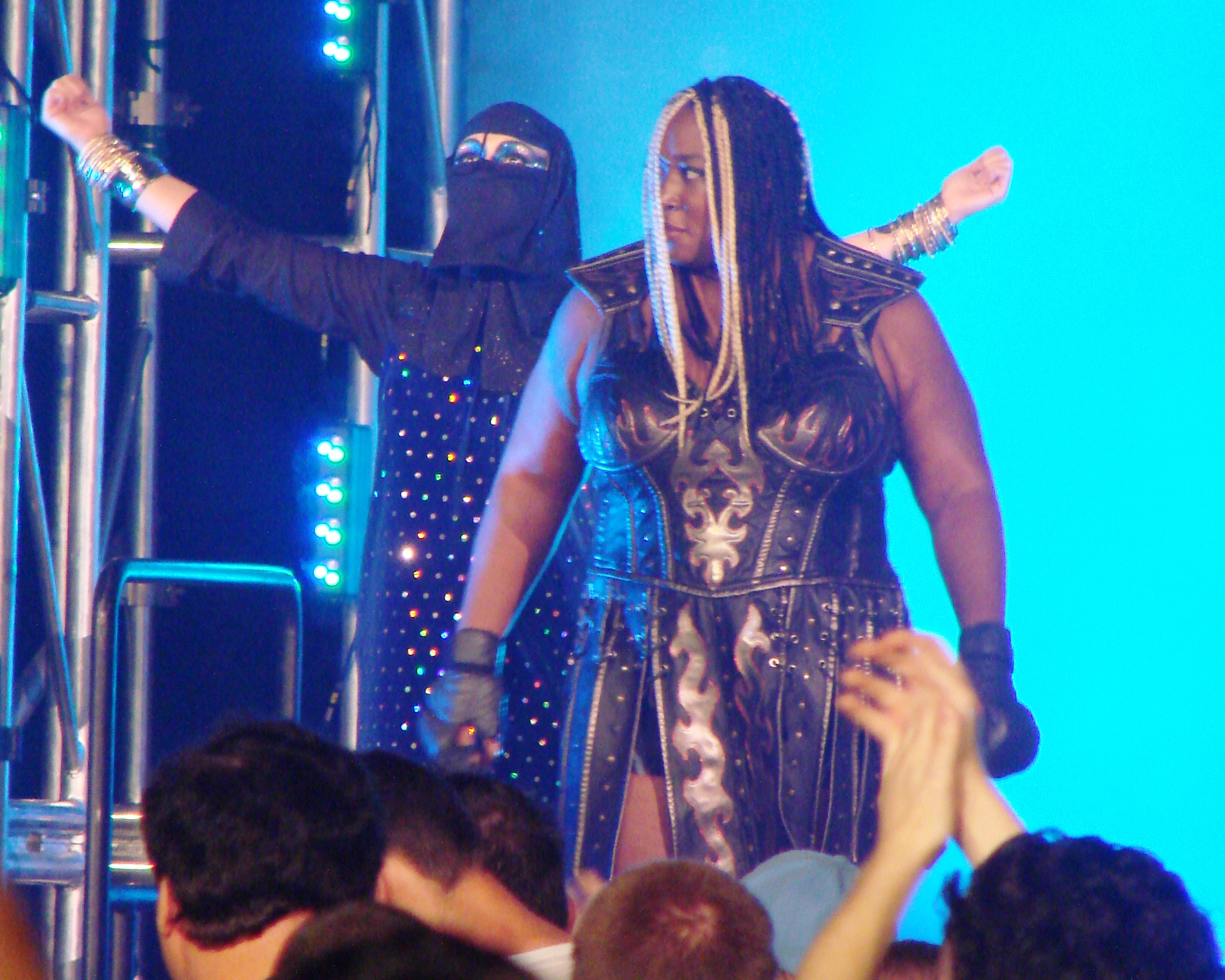
أمايزينغ كونغ كونغ (على اليمين) رفقة ميليسا أندرسون

ظهرت ستيفنز لأول مرةٍ مع شركة إمباكت ريسلينج في الحادي عشر من تشرين الأول/أكتوبر 2007 في برنامج إمباكت! تحت الاسم الذي اشتهرت به في عالم المصارعة أمايزينغ كونغ والذي سيُغيّر لاحقًا إلى أُوسم كونغ (بالإنجليزية: Awesome Kong)‏ في محاولةٍ من إمباكت ريسلينج لإعادة هذه الشخصيّة وإبرازها بعيدًا نوعًا ما عن اسمها السابق. نجحت كونغ في التفوقِ على جيل كيم في مباراة عاديّة، ثمّ شاركت في مباراة إقصائيّة للسيدات وكانت تُبلي بلاءً حسنًا إلى أن أُطيح بها من قِبل أنجلينا لوف وأو دي بي وجيل كيم الفائزة النهائيّة. خسرت من جديدٍ بعد شهرين أمام كيم في عرض تورنينغ بوينت (بالإنجليزية: Turning Point)‏ وذلك بعدما جُرّدت من الأهليّة بسببِ دفعها للحكم وضربه. أدى هذا الحادث إلى تنظيمِ مباراةٍ من نوعيّة مباريات عدم التجريد من الأهليّة في كانون الثاني/يناير 2008 والتي خسرتها كونغ أيضًا. ظهرت في الحلقة المواليّة من برنامج إمباكت! في العاشر من كانون الثاني/يناير مع مساعدةٍ مجهولةٍ ترتدي نقابًا عُرفت حينها باسمِ رشا سعيد. فازت كونغ أخيرًا بمساعدة رشا ببطولة الفرق الثنائيّة، ثم تعاونت الاثنتانِ في عرض لوكداون (بالإنجليزية: Lockdown)‏ لكنهما خسرا أمام كيم وأو دي بي.
بدأت كونغ تحديًا منتظمًا ومفتوحًا في حلقة الثامن من أيار/مايو ضمن برنامج إمباكت! بقيمة 25,000 دولار لمن تتمكّن من الفوزِ عليها في مباراة نسائيّة خالصة. قبلت عدّةُ مصارعات التحدي المفتوح لكنهنّ فشلنَ في ذلك ولم تتمكّن غير المصارعة تايلور وايلد من التفوق عليها حيث فشلت في مرتانِ لكنها عادت في الثالثة في العاشر من تموز/يوليوو لتظفر بالـ 25,000 دولار وبطولة السيدات وذلك في محاولتها الثالثة. فشلت كونغ في استعادةِ البطولة من وايلد خلال مباراة العودة في فيكتوري رود، لكنها تمكّنت من ذلك في الثالث والعشرين من تشرين الأول/أكتوبر ضمن إحدى الحلقات المباشرة من برنامج إمباكت! حيث تغلَّبت على وايلد لتُصبح حاملةً للبطولة في مناسبتين. انقلبت راكا خان شريكةُ وايلد بعد أسبوعينِ من هذه المباراة منضمّةً لفريق كونغ ورشا سعيد. أصبح هذا الثلاثي حديث العهد يُعرف باسمِ ذا كونغ توراج (بالإنجليزية: The Kongtourage)‏ ثم أصبحَ الفريق رباعيًا بعد انضمامِ المصارعة جوزيت باينوم في وقتٍ لاحق. تعاونت وايلد مع شريكتها الجديدة روكسي التي ساعدتها على هزيمةِ كونغ وسعيد في مباراة فرق ثنائيّة في عرض تورنينغ بوينت. انقلبت جوزيت باينوم مع بدايةِ عام 2009 على فريقها معلنةً الدخول في منافسةٍ مع كونغ على لقبها، كما غادرت راكا خان فريق كونغ توراج الذي ظلَّ مكونًا من مصارعتينِ بدل أربعة. نجحت كونغ في الاحتفاظِ بلقبها ضد بولت في مباراةٍ رئيسيّةٍ في عرض ديستينيشن إكس الذي عُرض في نيسان/أبريل.

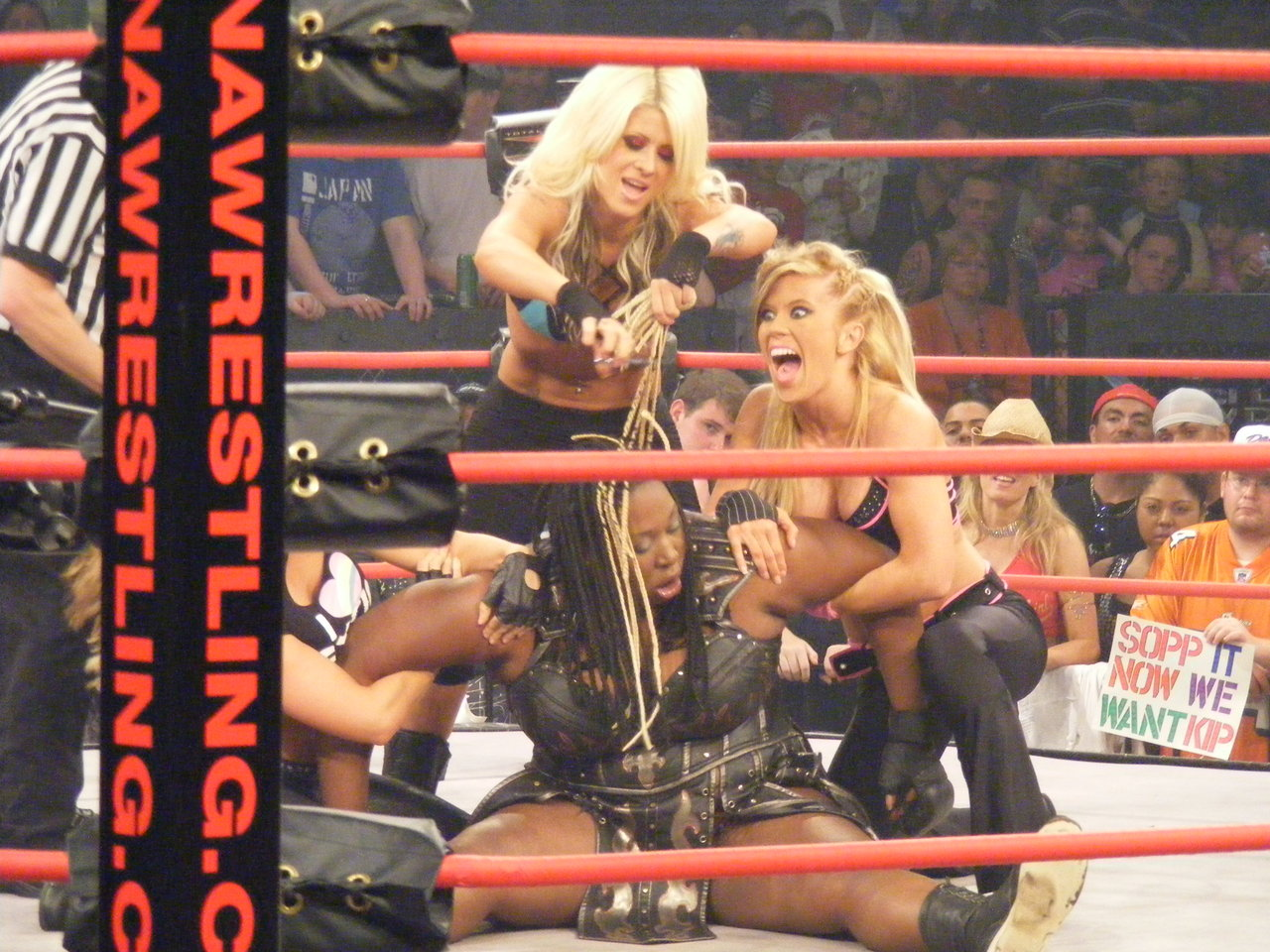
عضواتٌ من فرقة ذا بيوتيفل بيبل The Beautiful People وهنّ بصددِ قصّ شعر كونغ.

هُزمت كونغ ورشا سعيد في حلقة السادس والعشرين من آذار/مارس ضمن برنامج إمباكت! على يدِ فرقة ذا بيوتيفيل (أنجيلينا لوف وفيلفيت سكاي). حاولت الاثنتانِ من ذا بيوتيفيل بعد المباراة قصّ شعر كونغ لكنهما فشلتا في ذلك. استمرتا في استهدافِ شعر كونغ وتمكّنتا في حلقة السادس عشر من نيسان/أبريل ضمن نفس البرنامج من قصّ بعضِ شعيراتها فعلًا. بدأ بعدها صراعٌ ثلاثيٌّ بين كونغ حاملة اللقب وأنجلينا لوف وكذا وايلد المنافسة القديمة لأمايزينغ كونغ. لعبت الثلاثي مباراة قفص فولاذي في إطارِ عرض لوكداون وهناك خسرت كونغ البطولة بعد أن ربطت فيلفيت سكاي – التي كانت خارج الحلبة كونها غير مشاركةٍ في المباراة – شعر كونغ في القفص مما منعها من الحركة وأتاح للمصارعتين الأخريتين التحرك بحريّة إلى أن تُوّجت لوف باللقب. هزمت كونغ حليفات لوف وهنّ سكاي وماديسون راين وكات كيب في مباراة ستريتشر منفصلة قبل مباراة العودة التي خسرتها من جديدٍ أمام لوف.
شاركت أُوسم كونغ ورشا سعيد في آب/أغسطس 2009 في بطولة تي إن أيه نوك أوتس للفرق. تمكّن الثنائي في الجولة الأولى من البطولة من هزيمةِ فريق ذا ماين إيفنت مافيا (تراسي بروكس وشارمل) وذلك بعد أن لمست رشا زميلتها كونغ دون إذنٍ منها لتدخل مكانها الحلبة بموحبِ القانون مسددة ضربة قاضيّة لبروكس ومن ثمّ تثبيتها حتى الثلاثة. أثارَ هذا التصرف استياء كونغ لكنها حاولت تجاهله كما بدى في الأدوار القادمة. أُقصي الاثنانِ من البطولة بعد ثلاثة أسابيع على يدِ تايلور وايلد وشريكتها ساريتا عندما قامت الأولى بتثبيت سعيد إلى أن عدَّ الحكم حتى الثلاثة. بدأت كونغ بعد ذلك التنافس مع تارا وأو دي بي، ثمّ خاضت آخر مباراةٍ لها في بطولة باوند فور جلوري (بالإنجليزية: Bound for Glory)‏ ضد الاثنتان وهي المباراة التي شهدت خسارة كونغ للقب بسببِ تدخلٍ غير مقصودٍ من شريكتها المنقبة رشا سعيد. واجهت كونغ في الحلقة التالية من برنامج إمباكت! زميلتها سعيد في مباراةٍ شهدت عنفًا متبادلًا بين الطرفينِ ما يُشير بشكلٍ أو بآخرٍ إلى نهاية شراكتهما وبالتالي نهايةِ شخصيّة رشا سعيد. بدأت أُوسم بعدها عداوةً مع المصارعة تارا حيث تدخلت في مبارتينِ كانت مشاركة فيهما، فقررت إدارة الشركة برمجة مباراة رئيسيّة بين المصارعتانِ في حدث تورنينغ بوينت وهي المباراةُ التي انتهت بفوزِ تارا التي كسبت مبدئيًا هذا العداء لصالحها. شكَّلت كونغ في حلقة السابع عشر من كانون الأول/ديسمبر من برنامج إمباكت! فريقًا مع أياكو هامادا حيث فازَ الثنائي في مباراة عاديّةٍ مكوّنةٍ من ثلاثِ فرقٍ ضدَّ كلٍ من فريق ذا بيوتيفل بيبل (ماديسون رايان وفيلفيت سكاي) والثنائي تايلور وايلد وساريتا. واصلت كونغ وهامادا أدائهما الرائع حيث انتصرا في أول حلقةٍ من عام 2010 في برنامج إمباكت! على ساريتا ووايلد ليُتوَّجا بعد ذلك ببطولة الفرق الثنائيّة.
ادعى رجل الأعمال والمذيع بوبا ذا لوف سبونج في برنامجهِ الإذاعيّ في التاسع عشر من كانون الثاني/يناير أنَّ ستيفنز هاجمته وراء الكواليس حينما كان يُصوّر فيلمًا لصالحِ برنامج إمباكت. تسببت هذه الإدعاءات – التي لم يكن مبرمجًا لها من قِبل الشركة – في إثارة الكثير من الجدل حول شخصيّة كونغ التي كانت تقود حينها حملةً لجمعِ التبرعات لصالحِ المتضررين من زلزال هايتي. أفيد لاحقًا أنه وفي نفس اليوم الذي قدَّم فيه بوبا برنامجهُ الإذاعي، طلبت ستيفنز فسخ عقدها مع شركة توتال نون ستوب أكشن ريسلينج لكن الأخيرة امتنعت عن الرد. رفضت المصارِعة الأمريكيّة نتيجةً لذلك المشاركة في إحدى جولات الشركة في كانون الثاني/يناير 2010 في المملكة المتحدة لتقوم بعدها توتال نون ستوب أكشن بتعليقِ عضوّيتها. رفعت ستيفنز في الشهرِ التالي دعوى قضائية ضدَّ بوبا بدعوى أنه هددها في مكالمة هاتفيّة مزعومة. فسخت شركة توتال نون ستوب أكشن ريسلينج (وتُعرف اختصارًا بتي إن آي) عقدَ أمايزينغ كونغ في فاتح آذار/مارس، ثمّ أُعلن بعدها بأسبوعٍ في حلقة برنامج إمباكت! تجريد كونغ وهامادا من لقبِ الفرق الثنائيّة بعد أن فشلا في الدفاع عن اللقب خلال 30 يومًا، على الرغم من أن آخر دفاعهم عنه كان قبل 21 يومًا فقط ضد ماديسون راين وفلفيت سكاي. أكَّدت توتال نون ستوب أكشن ريسلينج رسميًا في الثاني والعشرين من آذار/مارس فسخ العقد مع ستيفنز حيثُ زعمت الشركة أنها سمحت لمصارعتها بالمغادرة «لأسباب شخصية» لكنها قالت لاحقًا إنَّ ذلك كان بسببِ مشكلات مالية والتغييرات الأخيرة في إدارة تي إن آي. رفضت ستيفنز في آذار/مارس 2013 عرضًا للمشاركة في حدثٍ خاص من نوعيّة أحداث الدفع مقابل المشاهدة من تنظيمِ توتال نون ستوب أكشن ريسلينج.

### دبليو دبليو إي (2010–2012)
أُفيد في التاسع والعشرين من كانون الأول/ديسمبر 2010 أنَّ ستيفنز قد وقَّعت عقدًا مع شركة دبليو دبليو إي. بدأت الأخيرة منذُ الحادي عشر من نيسان/أبريل 2011 بثّ مقابلاتٍ قصيرةٍ مع ستيفنز التي ظهرت هذه المرة بوجهٍ مخيفٍ نوعًا ما وبضفائرها المميّزة قاطعةً بذلك أيّ صلةٍ لها مع شخصيتها القديمة. ظهر ستيفنز لأول مرةٍ في دبليو دبليو إي راو في الخامس والعشرين من نيسان/أبريل حيث كُشف عن اسمها الجديد خارما. لعبت خارما أول مباراةٍ لها في فاتح أيار/مايو حينما هاجمت ميشيل ماكول بعد مباراةٍ لها، وواصلت مهاجمة أبطال دبليو دبليو إي ديفاز السابقين في كلٍ من راو سماكداون في الأسابيع التاليّة. قاطعت خارما في حلقة الثالث والعشرين من أيار/مايو مباراة فُرقٍ وبدلاً من مهاجمة الجميع كما فعلت من قبل دخلت المصارعة في نوبةِ بكاءٍ بشكلٍ غير معهود.
كشفت خارما في الأسبوع التالي أنها حامل ثمَ أخذت إجازة من دبليو دبليو إي، لكنها أُضيفت أثناء غيابها كشخصيةٍ قابلةٍ للتنزيل في لعبة دبليو دبليو إي '12. عادت خارما بشكلٍ مفاجئٍ لعالم المصارعة حيث شاركت في روريال رامبل لعام 2012 بصفتها المشارك الحادي والعشرون ومع دخولها أصبحت المرأة الثالثة بعد شينا وبيث فينيكس التي تُشارك في مباراة رويال رمبل مختلطة بل كانت هذه أيضًا أول مباراةٍ رسميةٍ لها في دبليو دبليو إي. أعلنت ستيفنز في تموز/يوليو 2012 أنَّ دبليو دبليو إي فسخت العقد معها لسببٍ ما، ومع ذلك فقد أُضيفت في التاسع عشر من آب/أغسطس إلى قائمة الشخصيات الرئيسية في لعبة دبليو دبليو إي 13. أكَّدت ستيفنز في وقتٍ لاحقٍ وبالضبطِ في أيلول/سبتمبر 2013 أنَّ شركة دبليو دبليو إي فسخت العقد معها لأنها لم تكن هي مستعدة للعودة للمصارعة في ذلك الوقت، كما أكَّدت رغبتها في العودة إلى الشركة قائلةً إنها مستعدةٌ لذلك.

### العودة إلى اليابان (2012–2016)
أُفيد في أوائل تشرين الثاني/نوفمبر أنَّ ستيفنز ستظهرُ في عرض شاين (بالإنجليزية: Shine)‏ كشريكةٍ غامضةٍ للمصارعة جاز في مباراة فُرقٍ ضد مرسيدس مارتينيز وراين. هزمت كونغ وجاز في هذا الحدث مارتينيز وراين بعد أن تبثت كونغ منافستها راين حاسمةً المباراة لصالحها. هزمت كونغ – التي عادت لاسمها الأول أمايزينغ كونغ – في الثامن عشر من كانون الثاني/يناير 2013 دارسي ديكسون ونيكي ثاندركيتي في مباراة رباعيّة لتفوز باللقب النسائي في نهايةِ المطاف. عادت كونغ في الثامن من آذار/مارس من نفسِ العام إلى شركة شيكارا (بالإنجليزية: Chikara)‏ في فيلادلفيا لكنها خسرت مباراتها أمام إيدي كينغستون في حدثٍ رئيسي مختلطٍ بين الجنسين. واصلت ستيفنز حتى منتصف عام 2013 خوضها مباريات مصارعة لحسابِ شركات مصارعة مختلفة كما دخلت في عداوةٍ مع المصارعة إيمي لي حيث هزمتها في عدّة مباريات متتالية.
عات كونغ في السادس من نيسان/أبريل 2013 إلى شيمر حيث شاركت في عرض فوليم 53 المدفوع فتمكَّنت من هزيمةِ ميا ييم في المباراة الافتتاحيّة. انتقلت أو بالأحرى عادت في الثاني عشر من تموز/يوليو 2013 إلى عرضِ شاين في محاولةٍ منها لتعويض أدائها السيّء في هذا العرض في النسخ السابق لكنها مع ذلك فشلت من جديدٍ حينما خسرت أمامَ ايفيليس فيليز. عاودت المشاركة في نفس العرض في نسختها المواليّة التي أُقيمت في الثالث والعشرين من آب/أغسطس 2013 حيث هزمت هذه المرة مرسيدس مارتينيز في مباراة فردية، لكنها خسرت وزميلتها في الفريق جيسيكا هافوك في السابع والعشرين من أيلول/سبتمبر ضدَّ أليسين كاي وإيفليس، ثم انتصرت في الخامس والعشرين من تشرين الأول/أكتوبر على ماديسون إيجلز في مباراة فرديّة أخرى ثمّ أعلنت في وقتٍ لاحقٍ من الليل أنها المنافسة التاليّة في مباريات التأهل لبطولة شاين. عاند أمايزينغ كونغ الحظّ من جديدٍ في هذه البطولة حيث هُزمت في الثالث عشر من كانون الأول/ديسمبر 2013 خلال مباراة التأهل للبطولة بالعدِّ التنازلي. انتفضت المصارِعة الأمريكيّة في النهاية فحقَّقت في الرابع والعشرين من كانون الثاني/يناير 2014 تايلور ميد ثمّ هزمت في بطولة شاين نيكي ستورم كما تفوقت في نفسِ البطولة على أثينا لكنها لم تذهب بعيدًا في المنافسة. كانت أمايزينغ كونغ في الثاني والعشرين من آب/أغسطس 2014 جزءًا من مباراة رباعيّة للتأهل لبطولة شاين حيثُ واجهت ليا فون داتش وسو يونغ ونيفاه التي فازت في نهاية المطاف ضامنةً لها معقدًا في البطولة التي لم تذهب هي الأخرى فيها بعيدًا. كانت ستيفنز في الواحد والعشرين من أيلول/سبتمبر 2014 جزءًا من فريقِ سماش كلاسيك حيث كانت قائدة الفرقة لكنها خسرت في مباراتها في البطولة ضد لوفيستو التي كانت قائد الفريق الكندي الذي تُوّج في النهاية باللقب.
عادت كونغ في السادس والعشرين من آب/أغسطس 2015 إلى اليابان للمشاركة لأول مرةٍ في عرضِ سيد لينغ (بالإنجليزية: Seadlinnng)‏ الجديد والذي شهد خسارتها رفقة مييكو ساتومورا أمام تاكاهاشي وأياكو هامادا في مباراة فرقٍ ثنائيّة ضمن الحدث الرئيسي. كان من المفترضِ أن تعود ستيفنز للمشاركة في حدث سيد لينغ في الخامس والعشرين من تشرين الثاني/نوفمبر لكنّ زميلتها في الفريق (تاكاهاشي) أعلنت قبل ثلاث أيامٍ من العرض أنها انسحبت من المباراة بسبب سوء حالتها الصحيّة كما ادعت أنها قررت التقاعد من عالَم المُصارعة المحترفة. صرَّحت ستيفنز في وقتٍ لاحقٍ بأنها لعبت مباراتها النهائية في اليابان تحت الشخصيةّ أمايزينغ كونغ ولن تلعب بهذه الشخصيّة من جديدٍ، لكنَّ ستيفنز – ورغمَ إعلانها السابق عن لعبها مباراتها النهائيّة في اليابان – عادت مرة أخرى لنفس البلد في الثامن عشر من تموز/يوليو 2016 للمشاركة في حدثٍ من تنظيمِ أكاديمية أوز. تعاونت كونغ في الحدث الرئيسي للعرض مع أجا كونغ وأياكو هامادا لهزيمةِ تشيهيرو هاشيموتو وهيرويو ماتسوموتو ورينا ياماشيتا.

### العودة لتوتال نون ستوب أكشن (2015–2016)
ظهرت أُوسم كونغ في السابع من كانون الثاني/يناير 2015 في برنامج إمباكت! حيث شاركت في عرضِ ديستينشن أمريكا (بالإنجليزية: Destination America)‏ من خلالِ مباراة قويّة من نوعيّة مباريات الباتل رويال ضد المصارعة جيسيكا هافوك وهي المباراة التي شهدت اعتداء كونغ على الحكم بريان ستيفلر. تصاعدت العداوة بين كونغ وهافوك خلال الأسابيع التالية وبلغت حدتها في الوقت الذي قررت فيهِ إدارةُ الشركة تنظيم مباراةٍ بينهما من نوعيّة مباريات القفص الفولاذي في عرضِ لوكداون في السادس من شباط/فبراير وهي المباراةُ التي انتهت في النهايةِ لصالح كونغ. فشلت كونغ في حلقة السادس من آذار/مارس ضمن برنامج إمباكت! في التتويجِ ببطولة توتال نون ستوب أكشن ريسلينج بعدما جُرّدت من الأهليّة أمام منافسَتها تارين تيريل. حصلت كونغ بعدها على مباراةِ عودةٍ ضد نفس المصارعة في الرابع والعشرين من نيسان/أبريل والتي خسرتها من جديدٍ بعدما تعرضت هذه المرة لهجومٍ من فريقِ ذا دولهاوس (بالإنجليزية: The Dollhouse)‏ (مارتي بيل وجاد) اللاتي اعتديتا بالضربِ على كونغ بعدما كانت متفوّقةً في معظمِ أطوار المباراة على تارين.
تحالفت كونغ مع جيل كيم في الحلقة الأولى من أيار/مايو ضمن برنامج إمباكت! وذلك لخوضِ مباراةٍ ضد فريق ذا دولهاوس الذي تفوَّق من جديدٍ في مباراة غير متكافئة (ثلاثة ضدّ اثنان) لُعبت في الأسبوع التالي. تعاونت كونغ في حلقة السابع عشر من حزيران/يونيو – ضمن برنامج إمباكت! دائمًا – مع المصارعة بروك ونجتا هذه المرة في التغلُّبِ على ذا دولهاوس حاصلتنانِ بذلك على مباراة ثلاثيّة أمام تايرين تيريل في بطولةِ توتال نون ستوب أكشن ريسلينج. ظلَّ الثنائي معًا حيث هزمتا في عرض سلامفيرساي الثالث عشر (بالإنجليزية: Slammiversary XIII)‏ مع بروك مرة أخرى فرقة ذا دولهاوس في مباراة غير متكافئة. واجهت كونج وبروك منافستهما تيريل في حلقة الفاتح من تموز/يوليو ضمن برنامج إمباكت لكنهما فشلتا في التغلب على تيريل التي احتفظت باللقب.
بدأت كونغ ممثلة شركة نون ستوب أكشن ريسلينج في متتصف آب/أغسطس عداءًا قصيرًا مع لي تابا ممثلة غلوبال فورس ريسلينغ، حيث تواجهت الاثنتان في الثاني عشر من آب/أغسطس في مباراةٍ انتهت مبدئيًا بلا غالبٍ ولا مغلوب. تنافست كونغ في مباراة رباعيّة في حلقة السادس عشر من أيلول/سبتمبر ضمن برنامج إمباكت! ضدَّ بروك وجيل كيم وتابا وانتهت بفوزِ الأخيرة بالبطولة. حصلت كونغ على مباراة ثأرٍ في عرضِ باوند فور جلوري (بالإنجليزية: Bound for Glory)‏ ضد كيم لكنها فشلت في استعادةِ البطولة، ثم شاركت خلال شهري تشرين الأول/أكتوبر وتشرين الثاني/نوفمبر في توتال نون ستوب أكشن ريسلينج وولد تايتل سيريز (بالإنجليزية: TNA World Title Series)‏ حيث تعادلت معَ جيل كيم وفازت على مصارعاتٍ أخرى واصلةً بذلك للنهائيات التي خسرتها أمام جيسي جودرز.
تحالفت كونغ مع فريق ذا دولهاوس (جادي ومارتي بيل وريبل) في الخامس من كانون الثاني/يناير 2016 في سلسلة إمباكت! التلفزيونّة ثم سُرعان ما أصبحَت كونغ قائدة الفريق الجديدة حيث أعلنت الحرب على فريق ذا بيوتيفل بيبل (ماديسون راين وفيلفيت سكاي) و جيل كيم. لم تدم هذه الشراكة طويلًا توتال نون ستوب أكشن ريسلينج في الخامس من شباط/فبراير فسخ عقدِ المصارعة ستيفنز بعد مشادة جسديّة حقيقية خلف الكواليس مع ريبيكا (ريبي) هاردي قبل أسبوعٍ فقط من جولة الشركة في المملكة المتحدة. كانت آخرُ مباراةٍ لعبتها المصارعة الأمريكيّة مع شركة توتال نون ستوب أكشن ريسلينج هو مباراتها رفقة تارين تيريل وكريستي هيمي وديكسي كارتر وجيل كيم في (التي أُدرج اسمها حينها في قاعة مشاهير الشركة) لحسابِ عرض باوند فور جلوري.

### آول إليت ريسلينج (2019 إلى الآن)
ظهرت أُوسم كونغ في الخامس والعشرين من أيار/مايو 2019 في آول إليت ريسلينج (آي إي دبليو) بشكلٍ مفاجئٍ حيثُ شاركت في مباراة التهديد الثلاثي للسيدات في آي إي دبليو دوبل أور نوثينج (بالإنجليزية: AEW Double or Nothing)‏ والتي أصبحت بعد مشاركتها مباراة تهديدٍ رباعيّ لكنها فشلت في النهايةِ بالتتويج باللقب. رافقت أُوسم في الثالث عشر من تموز/يوليو 2019 براندي رودس إلى الحلبة في إطارِ عرض آي إي دبليو فايت فور ذا فالن (بالإنجليزية: AEW Fight for the Fallen)‏ حيثُ واجهت الأخيرة منافستها أجا كونغ بينما ظلَّت أُوسم كونغ تُشاهد المباراة عن قربٍ خارج الحلبة. توطَّدت علاقتها مع براندي فصارَ الثنائي يظهرُ في كل مباراةٍ بل ظهرتا خلال العرض التمهيدي لبطولة فول جير (بالإنجليزية: Full Gear)‏ الذي فازت فيه بريت بيكر على بيا بريستلي، لكنَّ كونغ ورودس اعتديتا على بريستلي قاصّين شعرها. شكَّلت ستيفنز وبراندي رودس في الأشهر التاليّة فريقًا عُرف باسمِ ذا نايتمار (بالإنجليزية: The Nightmare)‏ وهو الفريق الذي انضمَّت له لاحقًا المصارعتانِ ميل ولوثر. لم يحظَ الفريق بالكثير من الشهرة، بل وعلى العكس من ذلك عبَّر عددٌ من الجماهير عن كرههم للمجموعة خاصّة بعد غيابِ كونغ التي ذهبت لتصويرِ فيلمٍ ما ما دفع إدارة آول إليت ريسلينج في شباط/فبراير 2020 إلى إعلان حلّ الفريق نهائيًا وعودة المصارعات المشكّلات له للتصارعِ بشكلٍ انفراديّ.

## الظهور التلفزيوني
ظهرت ستيفنز بشخصيتها في عالم المصارعة خارما في لعبة دبليو دبليو إي 12 وفي دبليو دبليو إي 13، كما لعبت ستيفنز دور تامي في المسلسل الكوميدي جلو (بالإنجليزية: GLOW)‏ من نتفليكس للمنتج جينجي كوهان (مبتكر مسلسل البرتقالي هو الأسود الجديد) المستوحى من دوري المصارعة المحترفات للسيدات في الثمانينيات تحتَ عنوان جورجوس ليديز أوف ريسلينج (بالإنجليزية: Gorgeous Ladies Of Wrestling)‏. ظهرت المصارعة الأمريكيّة أيضًا في الحلقة الثالثة (الموسم الأول) من المسلسل الكوميدي آنتي دوناز بيج هاوس أوف فان (بالإنجليزية: Aunty Donna's Big Ol 'House of Fun)‏ لنتفليكس أيضًا، فضلًا عن ظهورها في في الفيديو الموسيقي سويش سويش (بالإنجليزية: Swish Swish)‏ للمغنيّة كيتي بيري.

## الحياة الشخصية
نشأت ستيفنز في كارسون بولايةِ كاليفورنيا في الولايات المتحدة. كانت والدتها فيليس ديورانت ممثلة ومقدمة في برنامج فاميلي فيود. قبل أن تُصبح مصارعة محترفة، كانت عاملة اجتماعية، كما امتلكت في وقتٍ ما شركة صغيرة كانت تبيعُ بعض الأدوات للمدارس الثانوية. ساعدت عائلة ستيفنز وأصدقائها في تمويل حياتها المهنية في المصارعة عندما ذهبت للتدريب في اليابان، ثم استثمرت في نو سكين إنتربريز (بالإنجليزية: Nu Skin Enterprises)‏ وهي شركةٌ تبيعُ المُنتجَات الجلديّة والغذائيّة.
كشفت ستيفنز في الثلاثين من أيار/مايو أنها حاملٌ بطفلها الأول، لكنها أجهضت في الواحد والثلاثين من كانون الأول/ديسمبر من نفس العام. زعمت تقاريرُ كاذبة بعد مشاركتها في رويال رامبل 2012 أنها أنجبت طفلاً سمَّتهُ جيمي، لكنّ ستيفنز كشفت الحقيقة بشأنِ إجهاضها في وقتٍ لاحقٍ من شهر آذار/مارس. صرَّحت ستيفنز في السادس من آب/أغسطس 2012 – أي بعد أسابيعٍ قليلةٍ من فسخِ شركة دبليو دبليو إي للعقدِ معها – أنها دخلت في نظامٍ لفقدان الوزن حبثُ وظَّفت فريقًا من خبراء اللياقة البدنيّة ومعالجًا نفسيًا حتى تتمكَّن من العودة المصارعة ثم كشفت صورٌ لها في آب/أغسطس وهي أقلُّ نحافة مما كانت عليه سابقًا.

## البطولات والإنجازات
- آول جابان وومن برو ريسلينج
  - بطولة دبليو دبليو دبليو آي (مرة واحدة[27]
  - بطولة دبليو دبليو دبليو آي للفرق الثنائيّة (مرة واحدة - مع أجا كونج)
  - بطولة كأس إم إم سي (2003)
  - جابان جراند بري (2003[116])
- آي دبليو آي سوبرستارز أوف ريسلينج
  - بطولة آي دبليو آي سوبرستارز أوف ريسلينج (مرة واحدة)
- بالتيمور صن
  - امرأة العام (2008[117])
- كاوليفلاور آلي كلوب
  - جائزة المصارعة النسائية (2011[118])
- تشيك فايت
  - تشيك فايت (النسخة التاسعة[34])
- بطولة المصارعة القارية
  - بطولة المصارعة القاريّة للسيدات (مرة واحدة)
  - دورة المصارعة القاريّة للسيدات (2016)
- جيا جابان
  - بطولة آي آي آي دبليو للفرق الثنائيّة (مرة واحدة مع أجا كونغ)
- إمباير ريسلينج فيدريشن
  - قاعة مشاهير إي دبليو إف (نسخة 2017)
- بطولة فانكين '
  - بطولة فانكين للسيدات (مرتين)
- هاستل
  - بطولة هاستل للفرق الثنائيّة (مرة واحدة مع إريكا[119])
- ليديز ليجند برو ريسلنغ
  - بطولة إل إل بي دبليو (مرة واحدة مع أجا كونج)
- ناشيونال ريسلينج إليسترايتد
  - بطولة إن دبليو آي للسيّدات (مرة واحدة)
- نيو جابان لايديز برو ريسلينج
  - بطولة نيو للفرق الثنائيّة (مرتين مع هاروكا ماتساو (1) وكيوكو كيمورا (1))
- أكاديمية أوز
  - بطولة آيرون وومن تاغ (عام 2004 مع تشيكايو ناجاشيما[120])
- برو ريسلينج إليستريتد
  - احتلت المرتبة الأولى من بين أفضل 50 مصارعة فردية في بي دبليو آي عام 2008[121]
  - امرأة العام (2008)
- برو ريسلينج وولد-1
  - بطولة العالم -1 للسيدات (مرة واحدة)
  - بطولة زيرو-1 ماك للسيدات (مرة واحدة)
- مصارعة برو رسستانس
  - بطولة سيدات آر بي دبليو (مرة واحدة[81])
- إمباكت ريسلينج
  - بطولة توتال نون ستوب أكشن ريسلينج (مرتين)
  - بطولة تي إن أيه نوك أوتس للفرق (مرة واحدة مع أياكو هامادا[55])
  - ملكة الضربة القاضية (2015)
  - جانتليت فور ذا جولد ( 2016 - فئة الضربة القاضية)

## السجل المهني
| السجل المهني |       |         |
| 1 نزال       | 1 فوز | 0 خسارة |
| ضربة قاضية   | 1     | 0       |
| إخضاع        | 0     | 0       |
| قرار القضاة  | 0     | 0       |
| إقصاء        | 0     | 0       |
| غير معروف    | 0     | 0       |
| تعادل        | 0     | 0       |
| بدون قرار    | 0     | 0       |

| النتيجة | السجل | الخصم       | الطريقة | الحدث                   | التاريخ        | الجولة | الوقت | المكان         | الملاحظات |
| ------- | ----- | ----------- | ------- | ----------------------- | -------------- | ------ | ----- | -------------- | --------- |
| Win     | 1–0   | ريكا شيميزو | إخضاع   | جي-شوتو: ريسل إكبو 2006 | أغسطس 19, 2006 | 2      | 1:05  | طوكيو، اليابان | [ 122 ]   |

## قائمة أعمالها
| السنة   | العنوان                      | العنوان الأصليّ                     | الدور       | ملاحظات                                                                            |
| ------- | ---------------------------- | ---------------------------------- | ----------- | ---------------------------------------------------------------------------------- |
| 2017–19 | جلو                          | Glow                               | تامي داوسون | ظهرت في دورٍ ثانويّ في 29 حلقة                                                       |
| 2020    | أونتي دوناز بيج هاوس أوف فان | Aunty Donna's Big Ol' House of Fun | نفسها       | ظهرت لتُجسّد شخصيتها في حلقة واحدة بعنوان التدريب على الألعاب الليمبية في سيدني 2000 |

## روابط خارجية
- كيا ستيفنز على موقع IMDb (الإنجليزية)
- كيا ستيفنز على موقع قاعدة بيانات الفيلم (الإنجليزية)
- كيا ستيفنز على موقع دبليو دبليو إي (الإنجليزية)
- كيا ستيفنز على موقع CageMatch worker (الإنجليزية)
- كيا ستيفنز على موقع قاعدة بيانات المصارعة على الإنترنت (الإنجليزية)
- كيا ستيفنز على موقع عالم المصارعة على الإنترنت (الإنجليزية)
- كيا ستيفنز على موقع عالم المصارعة على الإنترنت (الإنجليزية)